# Pascal Bonitzer

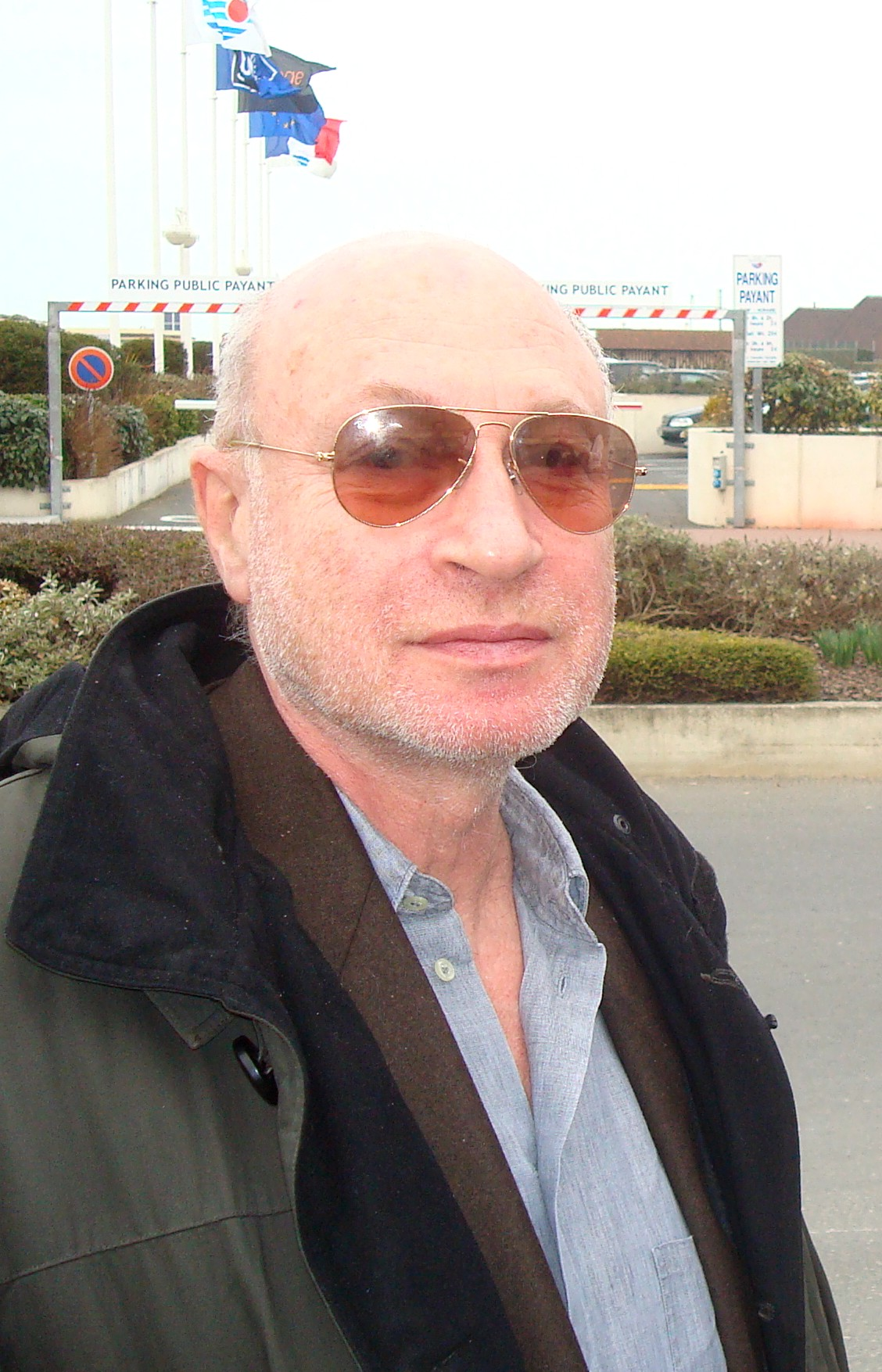
Pascal Bonitzer (2010)

Pascal Bonitzer (* 1. Februar 1946 in Paris) ist ein französischer Drehbuchautor und Filmregisseur.

## Leben
Bonitzer war zunächst Redakteur und Kritiker bei der Zeitschrift Les Cahiers du cinéma. 1976 verfasste er sein erstes Drehbuch, als er auf den historischen Fall Pierre Rivière gestoßen war. Anschließend war er mehrfach Koautor von Jacques Rivette. 1996 gewann er den Prix Jean Vigo für seinen ersten Spielfilm Encore – Immer wieder die Frauen…, der auch 1997 für den französischen Filmpreis César als Bestes Erstlingswerk nominiert wurde.
Bonitzer und die französische Drehbuchautorin und Filmregisseurin Sophie Fillières sind die Eltern der Schauspielerin Agathe Bonitzer.

## Filmografie

### Regie
- 1989: Les sirènes (Kurzfilm)
- 1996: Encore – Immer wieder die Frauen… (Encore)
- 1999: Rien sur Robert (auch: Ein Mann in Nöten)
- 2003: Kleine Wunden (Petites coupures)
- 2006: Ich denk’ an euch (Je pense à vous)
- 2008: Le grand alibi
- 2012: Zwischen allen Stühlen (Cherchez Hortense)
- 2016: Tout de suite maintenant
- 2019: Les envoûtés
- 2024: Le tableau volé

### Drehbuch
- 1976: Ich, Pierre Rivière, der ich meine Mutter, meine Schwester und meinen Bruder getötet habe (Moi, Pierre Rivière, ayant égorgé ma mère, ma sœur et mon frère) – Regie: René Allio
- 1978: Die Schwestern Brontë (Les sœurs Brontë) – Regie: André Téchiné
- 1982: Liberty Belle – Regie: Pascal Karné
- 1983: Die Spieler (Tricheurs) – Regie: Barbet Schroeder
- 1984: Theater der Liebe (L’amour par terre) – Regie: Jacques Rivette
- 1985: Sturmhöhe (Hurlevent) – Regie: Jacques Rivette
- 1986: Schauplatz des Verbrechens (Le lieu du crime) – Regie: André Téchiné
- 1987: Les mendiants – Regie: Benoît Jacquot
- 1987: Die Unschuldigen (Les innocents) – Regie: André Téchiné
- 1988: Die Viererbande (La Bande des quatre) – Regie: Jacques Rivette
- 1989: Dunkle Leidenschaft (Les bois noirs) – Regie: Jacques Deray
- 1991: Die schöne Querulantin (La belle noiseuse) – Regie: Jacques Rivette
- 1992: Das Schicksal des Freiherrn von Leisenbohg (L’amour maudit de Leisenbogh) – Regie: Édouard Molinaro
- 1992: Meine liebste Jahreszeit (Ma saison préférée) – Regie: André Téchiné
- 1993: Johanna, die Jungfrau – Der Kampf/Der Verrat (Jeanne la Pucelle) – Regie: Jacques Rivette
- 1994: Paare und Geliebte (Couples et amants) – Regie: John Lyoff
- 1995: Vorsicht: Zerbrechlich! (Haut bas, fragile) – Regie: Jacques Rivette
- 1996: Drei Leben und ein Tod (Trois vies et une seule mort) – Regie: Raúl Ruiz
- 1996: Encore – Immer wieder die Frauen… (Encore)
- 1996: Genealogien eines Verbrechens (Génealogies d’un crime) – Regie: Raúl Ruiz
- 1998: Geheimsache (Secret défense) – Regie: Jacques Rivette
- 1999: Rien sur Robert (auch: Ein Mann in Nöten)
- 2000: Lumumba – Regie: Raoul Peck
- 2001: Va Savoir (Va savoir) – Regie: Jacques Rivette
- 2003: Die Geschichte von Marie und Julien (L’histoire de Marie et Julien)
- 2003: Die schrecklichen Eltern (Les parents terribles) – Regie: Josée Dayan
- 2004: Changing Times (Les temps qui changent)
- 2006: Ich denk’ an euch (Je pense à vous)
- 2007: Die Herzogin von Langeais (Ne touchez pas la hache)
- 2008: Le grand alibi
- 2009: 36 Ansichten des Pic Saint-Loup (36 vues du Pic Saint Loup)
- 2012: Zwischen allen Stühlen (Cherchez Hortense)
- 2014: Gemma Bovery – Ein Sommer mit Flaubert (Gemma Bovery)
- 2014: Mord in Pacot (Meurtre à Pacot)
- 2014: Valentin Valentin
- 2016: Agnus Dei – Die Unschuldigen (Les innocentes)
- 2017: Der junge Karl Marx (Le jeune Karl Marx)
- 2019: Weiß wie Schnee – Wer ist die Schönste im ganzen Land? (Blanche comme neige)
- 2024: Le tableau volé

### Darstellung
- 1999: Augustin, Kung-Fu-König (Augustin, roi du Kung-fu) – Regie: Anne Fontaine
- 2009: Serie in Schwarz (Suite Noire, Fernsehserie, 1 Folge)